# Saint-Joachim-de-Shefford
Saint-Joachim-de-Shefford är en kommun i provinsen Québec i Kanada. Den ligger i regionen Estrie, i den sydöstra delen av landet, 250 km öster om huvudstaden Ottawa.